# منزل الضيافة الرومانسي السري
منزل الضيافة الرومانسي السري (بالكورية: 꽃선비 열애사)؛ هو مسلسل تلفزيوني كوري جنوبي، من بطولة شين يي يون، ريو أون، كانغ هون، وجونغ جيون-غو. عرض على قناة إس بي إس في 20 مارس الى  16 مايو 2023، بث كل يوم الاثنين والثلاثاء بتوقيت (KST). وهو متاح أيضًا على Wavve محلياً، وعلى Viki وViu في مناطق محددة خارج كوريا.

## القصة
تتمتع يون دان اه (شين يي يون) بحياة مريحة بصفتها الابنة الصغرى المحبوبة، ولكن ليس بعد الآن. تصبح معيلة أسرتها وتدير "هواون إن" ، ضيوف "هواون إن" هم من الطلاب الذين أتوا إلى هانيانغ لإجراء الاختبارات ليصبحوا مسئولين رفيعي المستوى. وتصور الدراما أيضا الأسرار الغامضة حول اختفاء «لي سيول» الذي اختفى منذ 13 عامًا.

## طاقم
- شين يي يون في دور يون دان-أو[11]
- ريو أون في دور كانغ سان[11]
- كانغ هون في دور كيم شي يول[11]
- جونغ جيون-غو في دور جونغ يو ها[11]
- هان تشاي آه في دور هوا ريونغ[12]
- آهن ناي-سانغ في دور شين ون-هو[13]
- أوه مان سيوك في دور جانغ تاي-هوا[13]
- إن جيو جين في دور يوك هو[14]
- لي مي-دو في دور نا جو[14]
- لي جون هيوك في دور سانغ-سيون[14]
- هيون-وو في دور لي تشانغ[13]
- هوانغ بو ريوم بيول في دور  بان-يا[14]

## المشاهدات
| الموسم | الموسم | رقم الحلقة | رقم الحلقة | رقم الحلقة | رقم الحلقة | رقم الحلقة | رقم الحلقة | رقم الحلقة | رقم الحلقة | رقم الحلقة | رقم الحلقة | رقم الحلقة | رقم الحلقة | رقم الحلقة | رقم الحلقة | رقم الحلقة | رقم الحلقة | رقم الحلقة | رقم الحلقة | المتوسط     |
| الموسم | الموسم | 1          | 2          | 3          | 4          | 5          | 6          | 7          | 8          | 9          | 10         | 11         | 12         | 13         | 14         | 15         | 16         | 17         | 18         | المتوسط     |
| ------ | ------ | ---------- | ---------- | ---------- | ---------- | ---------- | ---------- | ---------- | ---------- | ---------- | ---------- | ---------- | ---------- | ---------- | ---------- | ---------- | ---------- | ---------- | ---------- | ----------- |
|        | 1      | 766        | غ/م        | 572        | 575        | 616        | 587        | غ/م        | غ/م        | 568        | 609        | غ/م        | غ/م        | غ/م        | 603        | 665        | 736        | 664        | 887        | ستُعلن لاحقًا |

| الحلقات | تاريخ البث    | تقييمات "نيلسن كوريا" | تقييمات "نيلسن كوريا" |
| الحلقات | تاريخ البث    | على الصعيد الوطني     | سيئول                 |
| ------- | ------------- | --------------------- | --------------------- |
| 1       | 20 مارس 2023  | 4.4%                  | 4.8%                  |
| 2       | 21 مارس 2023  | 3.8%                  | 4.0%                  |
| 3       | 27 مارس 2023  | 3.7%                  | 3.8%                  |
| 4       | 28 مارس 2023  | 3.7%                  | 3.8%                  |
| 5       | 3 ابريل 2023  | 3.7%                  | 4.1%                  |
| 6       | 4 ابريل 2023  | 3.9%                  | 4.4%                  |
| 7       | 10 ابريل 2023 | 3.7%                  | 4.1%                  |
| 8       | 11 ابريل 2023 | 3.8%                  | 3.8%                  |
| 9       | 17 أبريل 2023 | 3.7%                  | 4.0%                  |
| 10      | 17 أبريل 2023 | 3.7%                  | 4.0%                  |
| 11      | 24 أبريل 2023 | 3.2%                  | 3.3%                  |
| 12      | 25 أبريل 2023 | 3.2%                  | 3.3%                  |
| 13      | 1 مايو 2023   | 3.8%                  | 4.1%                  |
| 14      | 2 مايو 2023   | 4.1%                  | 4.2%                  |
| 15      | 8 مايو 2023   | 4.0%                  | 4.3%                  |
| 16      | 9 مايو 2023   | 4.5%                  | 4.6%                  |
| 17      | 15 مايو 2023  | 4.1%                  | 4.3%                  |
| 18      | 16 مايو 2023  | 5.0%                  | 5.2%                  |
| متوسط   | متوسط         | 3.9%                  | 4.1%                  |

## الإنتاج

### صناعة
في 30 أغسطس 2022 ، أعلنت شركة بان إنترتينمنت، أنها وقعت عقدًا مع قسم الدراما إس بي إس "إستوديو إس"، لإنتاج وتوريد مسلسل "قصة حب طلاب الزهرة" بقيمه 13 مليار وون بمجموع 16 حلقة، سيتم إنتاج الدراما بتعاون مع شركة أبولو بيكتشرز". ولكن تم تمديده ليصبح 18 حلقة في الاخير. استثمرت منصة فيو العالمية وكوبوز اليابانية في المسلسل.
المسلسل من اخراج كيم جونغ مين الذي عمل على اخراج العديد من الدراما التاريخية مثل الامير الاكبر (2018)، الملكة: الحب والحرب (2019)، العميل السري الملكي (2020)، وشارك في اخراج سلسلة الانتقام التاريخية رجل الأميرة وقناص جوسون. ومن كتابة كيم جا هيون بجانب كون ايوم مي.

### طاقم
في 14 سبتمبر 2022، تم تأكيد تشكيلة طاقم التمثيل الرئيسي.

## روابط خارجية
- الموقع الرسمي
 (بالكورية)
- منزل الضيافة الرومانسي السري على موقع IMDb (الإنجليزية)
- منزل الضيافة الرومانسي السري على موقع قاعدة بيانات الفيلم (الإنجليزية)
- منزل الضيافة الرومانسي السري على هانسينما